# Unterseeboot 866
L'Unterseeboot 866 (ou U-866) est un sous-marin allemand utilisé par la Kriegsmarine pendant la Seconde Guerre mondiale. Il coule au large de Boston.

## Historique
Après sa formation à Stettin en Allemagne au sein de la 4. Unterseebootsflottille jusqu'au 31 juillet 1944, l'U-866 est affecté dans une formation de combat à la base sous-marine de Lorient, dans la 10. Unterseebootsflottille. 
Devant l'avancée des forces alliées en France, et pour éviter la capture, il rejoint la 33. Unterseebootsflottille à Flensbourg à partir du 1er octobre 1944.
L'U-866 coule le 18 mars 1945 dans l'Atlantique Nord, au Nord-Est de Boston, à la position géographique 43° 18′ N, 61° 08′ O par les charges de profondeurs lancées de destroyers d'escorte américains USS Lowe, USS Menges, USS Pride et USS Mosley.
 
Les cinquante-cinq hommes d'équipage meurent.

## Affectations successives
- 4. Unterseebootsflottille du 17 novembre 1943 au 31 juillet 1944
- 10. Unterseebootsflottille du 1er août 1944 au 30 septembre 1944
- 33. Unterseebootsflottille du 1er octobre 1944 au 18 mars 1945

## Commandement
- Korvettenkapitän  Walter Pommerehne du 17 novembre 1943 à décembre 1944
- Oberleutnant zur See Peter Rogowsky de décembre 1944 au 18 mars 1945

## Navires coulés
L'U-866 n'a ni coulé, ni endommagé  de navire ennemie au cours de son unique patrouille.

## Sources
- U-866 sur Uboat.net